# Bloedbad van Novi Sad
Het Bloedbad van Novi Sad was een oorlogsmisdrijf dat door de asmogendheden tegen de bevolking van Novi Sad tijdens de Tweede Wereldoorlog gepleegd werd. 1246 lokale burgers (voornamelijk Joden of Serviërs) werden van 21 tot 23 januari 1942 vermoord door Hongaarse eenheden die onder het bevel stonden van de generaal Ferenc Feketehalmy-Czeydner. De lichamen werden vervolgens in de Donau gegooid.
Volgens het onderzoek van het Simon Wiesenthal Center waren 15 daders van het Koninklijk Hongaars Leger en de gendarmerie, waaronder Sándor Képíró, betrokken bij het bloedbad.

## Geschiedenis
In april 1941 hadden Duitse troepen met ondersteuning van het Italiaans en Hongaars leger tijdens de Balkanveldtocht het koninkrijk Joegoslavië bezet, en het land opgedeeld. Het Bačka (Hongaars: Bácska), waartoe ook Novi Sad (Hongaars: Újvidék) behoorde, werd door het koninkrijk Hongarije geannexeerd.

## Verloop
In januari 1942 voerden de Joegoslavische partizanen een aantal sabotageacties in de regio van Novi Sad uit. Er werden bij deze acties meerdere gendarmeries en soldaten gedood. De Hongaarse stafchef Ferenc Szombathelyi beval daarop een "vergeldingsactie" in Bačka, die onder de leiding van de Altábornagy Ferenc Feketehalmy-Czeydner, Vezérörnagy József Grassy, Ezredes László Deák en de Csendőrszázados Márton Zöldy uitgevoerd werd.
De drie bataljons kregen ondersteuning van lokale politie-, gendarmerie- en Heimwehreenheden. In het dorp Žabalj, in de buurt waarvan de partizanen waren waargenomen, werd op bevel van Feketehalmy-Czeydner de hele bevolking gruwelijk vermoord.
Vanaf 21 tot 23 januari vond er een pogrom plaats in Novi Sad, waarbij bijna 800 mensen omkwamen, waaronder 550 Joden en 292 Serviërs.
Het totale dodental aan het einde van de actie op 31 januari liep op tot 4.000.

## Processen

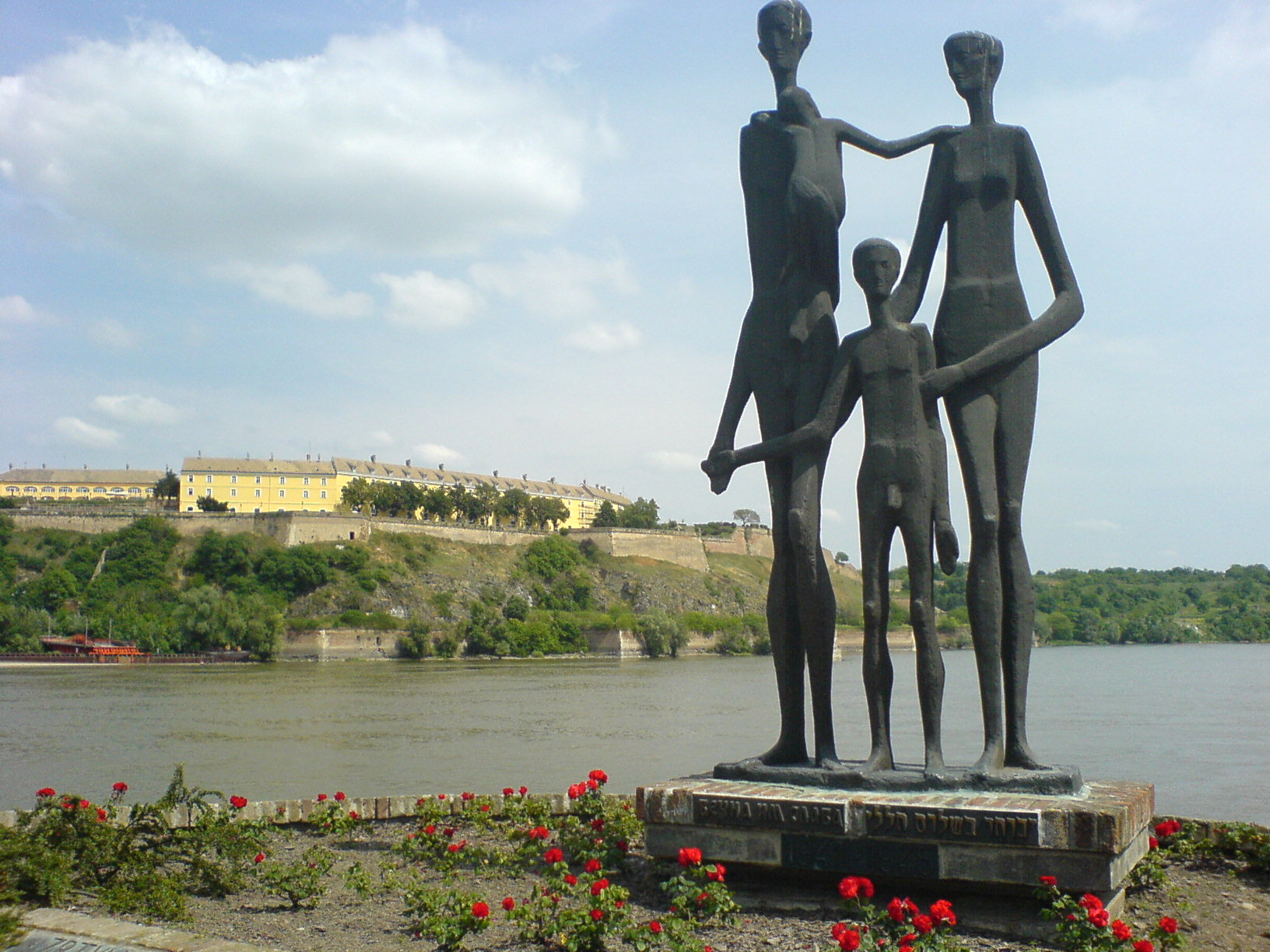
Gedenkteken voor de slachtoffers van het bloedbad van Novi Sad.

Het bloedbad van Novi Sad leidde tot protesten in Hongarije, waaronder die van de leider van de Partij van Kleine Landbouwers, Endre Bajcsy-Zsilinszky. Feketehalmy-Czeydner ging met pensioen, maar bleef aanvankelijk ongestraft. Op 14 december 1943 werd in Hongarije een proces tegen 15 officieren begonnen. Feketehalmy-Czeydner werd veroordeeld tot 15 jaar gevangenisstraf, zeven mede-aangeklaagde kregen straffen van elk meer dan tien jaar. Op 15 januari 1944 vluchtte Feketehalmy-Czeydner met drie andere veroordeelden naar Wenen, waar ze politiek asiel kregen. Adolf Hitler ging niet in op een uitleveringsverzoek van de Hongaarse regering.
Feketehalmy-Czeydner werd in mei 1945 door de Amerikanen gevangengenomen, en in 1945 samen met Szombathelyi aan Hongarije uitgeleverd. Een volksgericht veroordeelde Szombathelyi tot levenslange gevangenisstraf. In januari 1946 leverden de Hongaarse autoriteiten Feketehalmy-Czeydner, Szombathelyi, Grassy, Deák en andere Hongaarse militairen uit aan Joegoslavië. De uitgeleverde Hongaarse soldaten en twee Serviërs uit Novi Sad, werden daar ter dood veroordeeld voor oorlogsmisdaden en op 5 november 1946 in Žabalj opgehangen.
Sándor Képíró, die ook betrokken was bij het bloedbad, wist in 1945 te ontsnappen naar Oostenrijk, waarna hij in 1948 naar Argentinië ontsnapte. Hij woonde later in Boedapest en werd ontmaskerd. Képíró diende een klacht in tegen het hoofd van het Simon Wiesenthal Center, waarop begin 2011 een proces tegen hem werd geopend. Het ging over laster en karaktermoord. Op 5 mei 2011 werd in Boedapest een procedure tegen Képíró geopend, die op 18 juli van hetzelfde jaar eindigde in een vrijspraak. Op 3 september 2011 stierf Képíró op 97-jarige leeftijd in een ziekenhuis in Boedapest.
In 1975 werd Novi Sad bekroond met de titel 'Volksheld van Joegoslavië'. Het bloedbad is een van de meest besproken misdaden in Hongarije tijdens de Tweede Wereldoorlog, en vormde de achtergrond voor verschillende verhalen en films, zoals Cold Days (Hongaars: Hideg napok). Op de plaats van het misdrijf werd een gedenkteken opgericht.